# Catedral de Belley
La catedral de Sant Joan Baptista de Belley o simplement catedral de Belley (en francès: Cathédrale Saint-Jean-Baptist) és una catedral catòlica situada a Belley, Ain, a la diòcesi de Belley-Ars a França.
Malgrat aquest estatus, el bisbe de la diòcesi, que cobreix el departament d'Ain, viu a Bourg-en-Bresse des de 1978. L'església de Notre-Dame-de-Bourg també va ser erigida en cocatedral l'any 1992. A partir de l'any 1988 el nom d'Ars es va afegir al nom de la diòcesi. La Catedral de Sant Joan Baptista és un bell exemple d'edifici religiós d'estil neogòtic del segle xix.

## Història
L'existència del bisbat està testificada des del segle v. El primer esment d'una catedral es remunta al 5 d'abril de 722: l'edifici va ser la llar d'una relíquia de sant Joan Baptista, que consta d'una part de la mà dreta. Al segle xii es va construir una església romànica, la nau de la qual romandrà fins al segle xix. Les capelles de l'absis van ser reconstruïdes en un estil gòtic i es van acabar l'any 1520. La catedral va patir molt durant la Revolució Francesa: perd les seves relíquies, les seves dues torres són destruïdes. El terratrèmol de 1822 afebleix un petit edifici.
Va ser retornada als catòlics i reconstruïda entre 1835 i 1853. L'església va ser reconstruïda gairebé completament a instàncies d'Alexandre Devie. L'arquitecte de Lió Antoine-Marie Chenavard va crear un edifici d'estil neogòtic, que només conserva les capelles absidals i part del portal nord, l'antiga entrada principal de la catedral mèsl'antiga.

### Història des de 1878
- El 2 de juliol de 1878 tingué lloc la consagració de la nova catedral.
- El 30 d'octubre de 1906 l'edifici fou classificat com a monument històric.[4]
- 1992-1996: restauració de tota la decoració, vitralls i decoracions pintades.
- 2008: inauguració del nou mobiliari litúrgic produït per Dominique Kaeppelin: creacions de l'altar, la catedral, l'ambo, el seient presidencial, el canelobre pasqual, la creu processional, els candelers del peu de l'altar[5]

## Descripció
Tot l'edifici fa 78,40 |metres de llarg, | 32,10 m. d'amplada, 17 m d'alçada per a la nau principal i 9,50 m. per als passadissos laterals.

### Exterior
La façana principal a l'oest es caracteritza per un simple campanar: la torre alta de 40 metres d'alçada, està flanquejada per murs de façana dels passadissos sobre els quals reposen contraforts voladors. Un portal únic amb un gablet calat amb una rosa permet l'accés a l'edifici. La decoració de la façana també es caracteritza per la seva modèstia: una estàtua de Sant Joan Baptista, obra d'un artista local, adorna el timpà i 16 estàtues de sants i bisbes estan col·locats lloc als quatre campanars de la part superior de la torre.
El portal de la façana nord del transsepte, antiga entrada principal de l'edifici, conserva traces de l'edifici del segle xii. Molt restaurat, presenta una arquivolta amb arc que descansa sobre petites columnes amb capitells de fullatge.

### Interior
L'interior presenta una certa escala i una gran harmonia. De fet, l'arquitecte Chenavard va aconseguir unificar les antigues parts gòtiques del cor amb la nau de nova construcció. La decoració és sòbria, els capitells són tots idèntics i un corredor fa la volta a l'edifici.

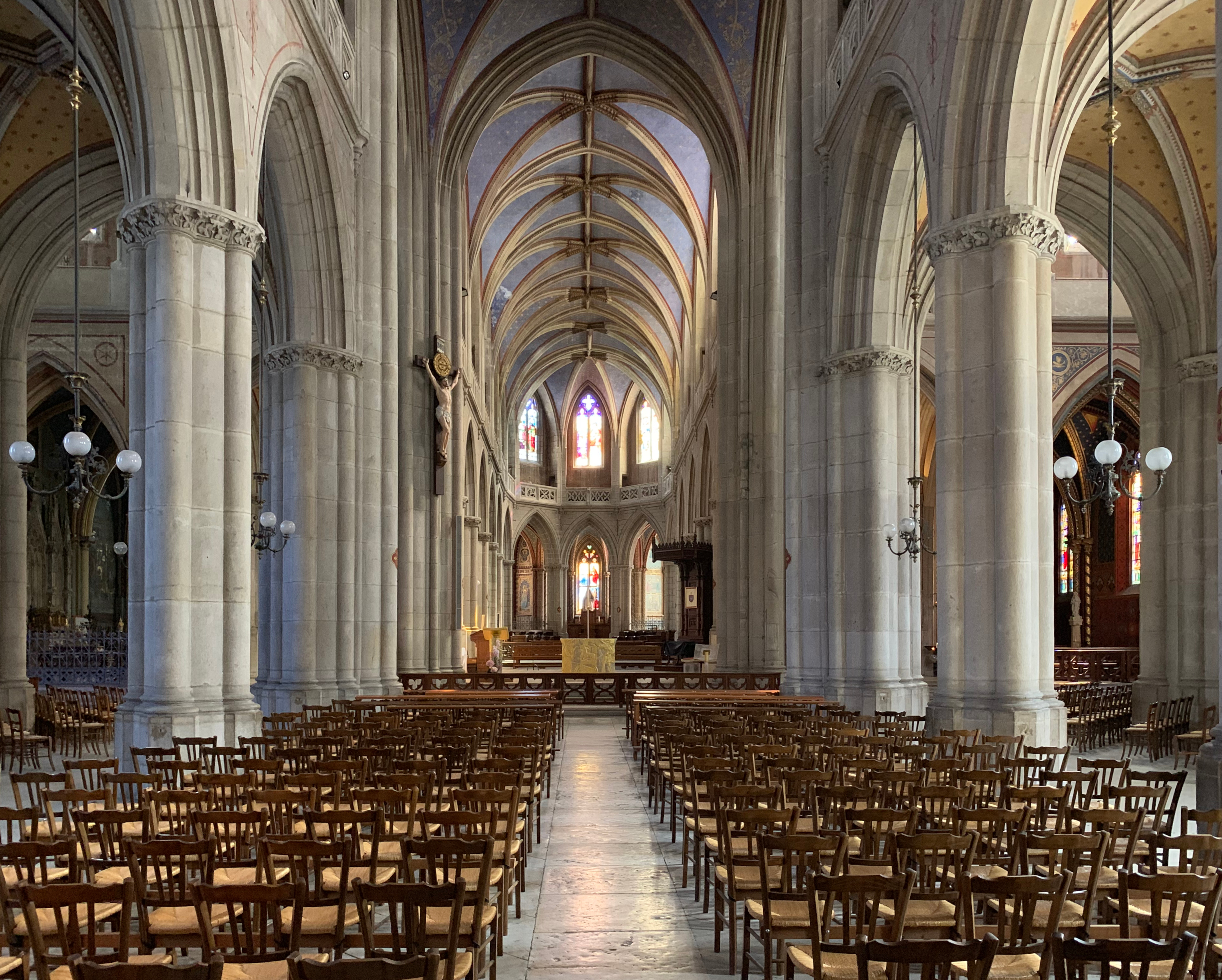
Interior de la catedral de Saint-Jean-Baptiste de Belley.

### Obres d'art
L'interior és ric en obres d'art:
- a la capella axial, hi ha l'estàtua de la Mare de Déu de l'escultor Joseph Chinard (1756-1813). Per encàrrec de Gabriel Cortois de Quincel, l'últim bisbe abans de la Revolució que també va estar a l'origen del palau episcopal, l'escultura es va acabar el 1789. La seva inspiració es troba en un dibuix de Canova i a l'estàtua "Adoring Livia" al Museu Pio-Clementino de Roma. Semblant més a una dama romana que a la Verge, l'obra va ser respectada pels revolucionaris que podrien haver-la utilitzat com a representació de la deessa Raó;
- un important conjunt de frescos i murals produïts del 1869 al 1875, en particular pel pintor Antoine Sublet.

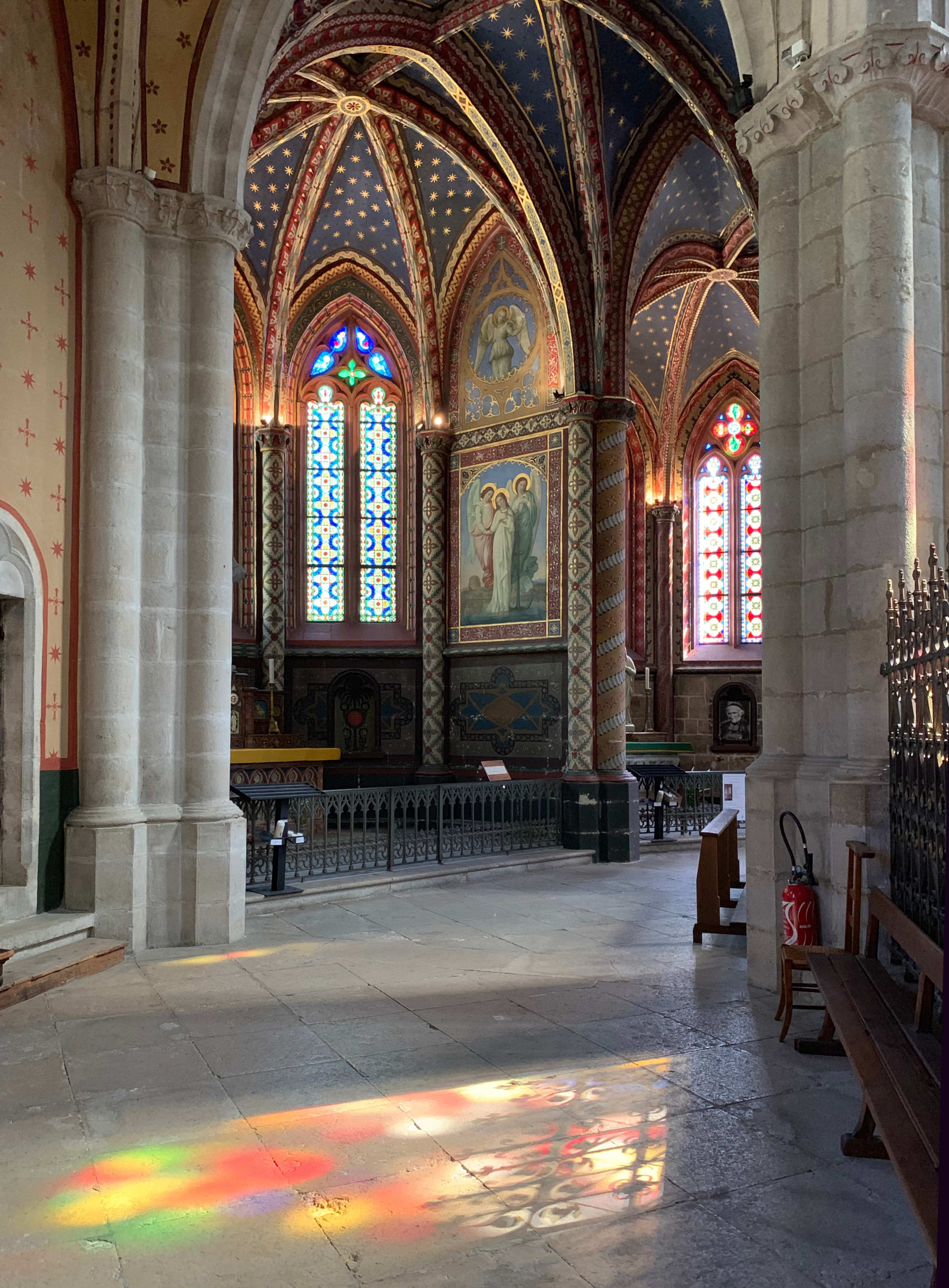
Vista de l'interior de la catedral
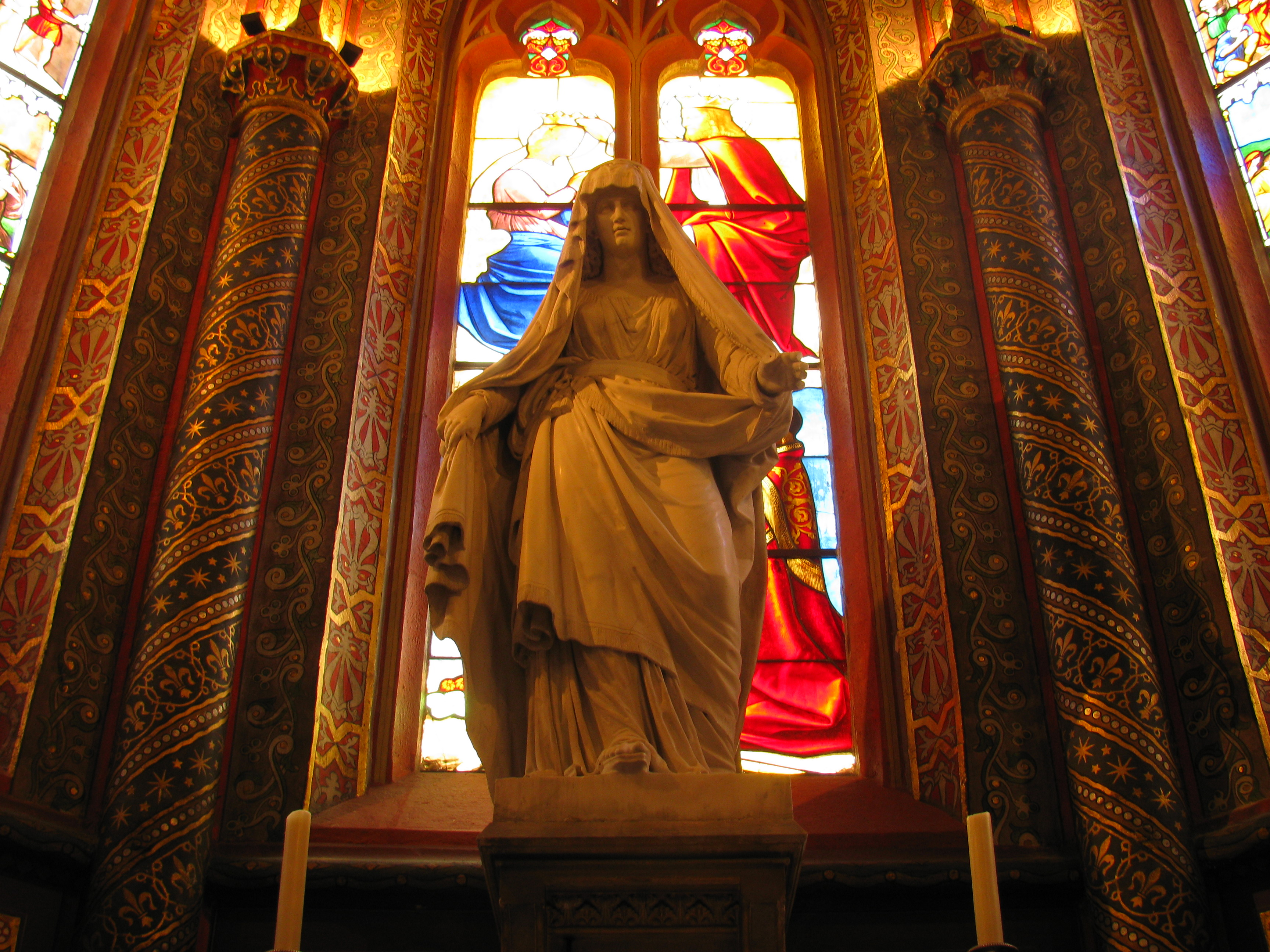
Estàtua de la Verge Maria de Joseph Chinard.
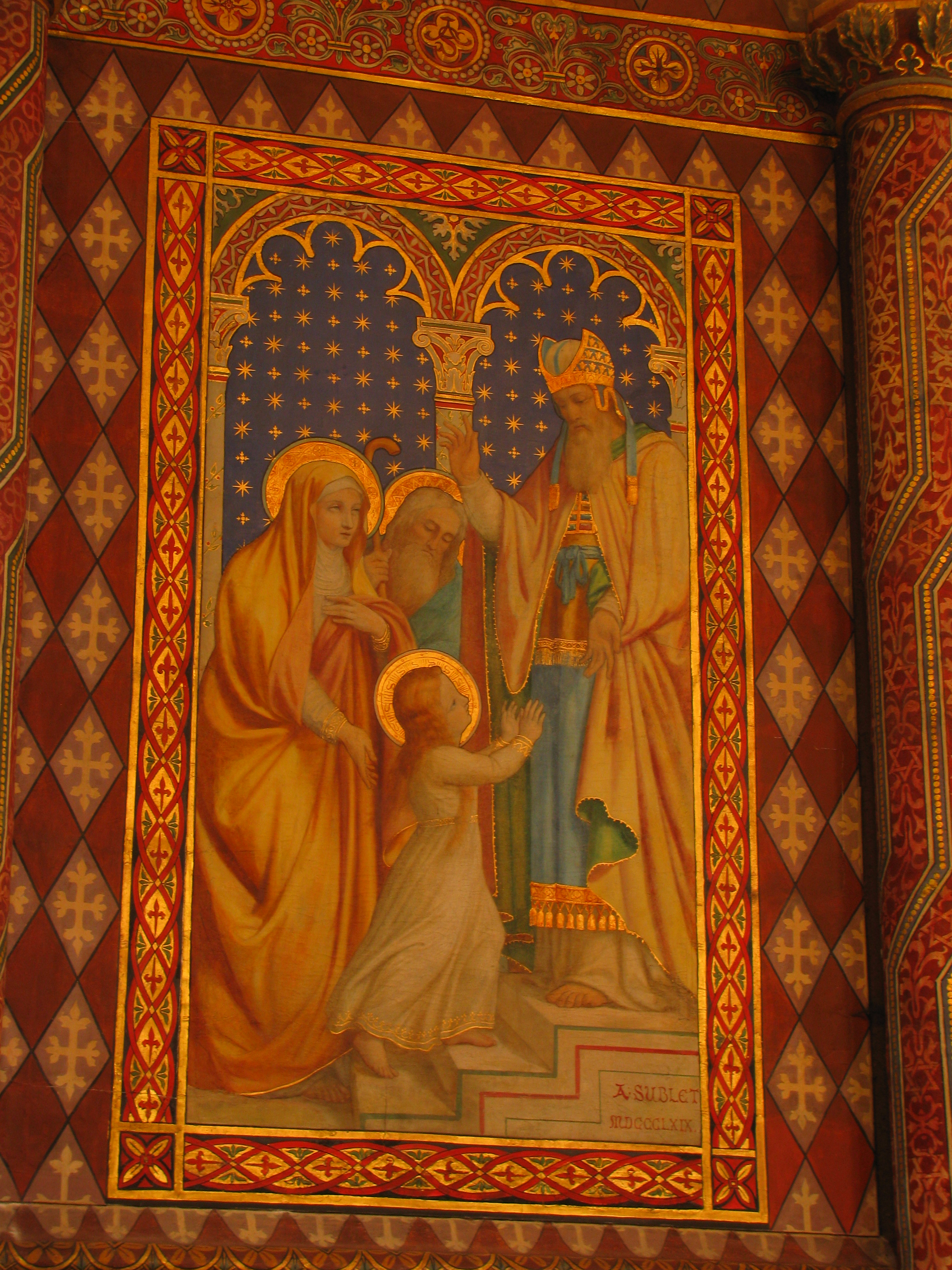
Presentació de la Mare de Déu al Temple per Antoine Sublet.
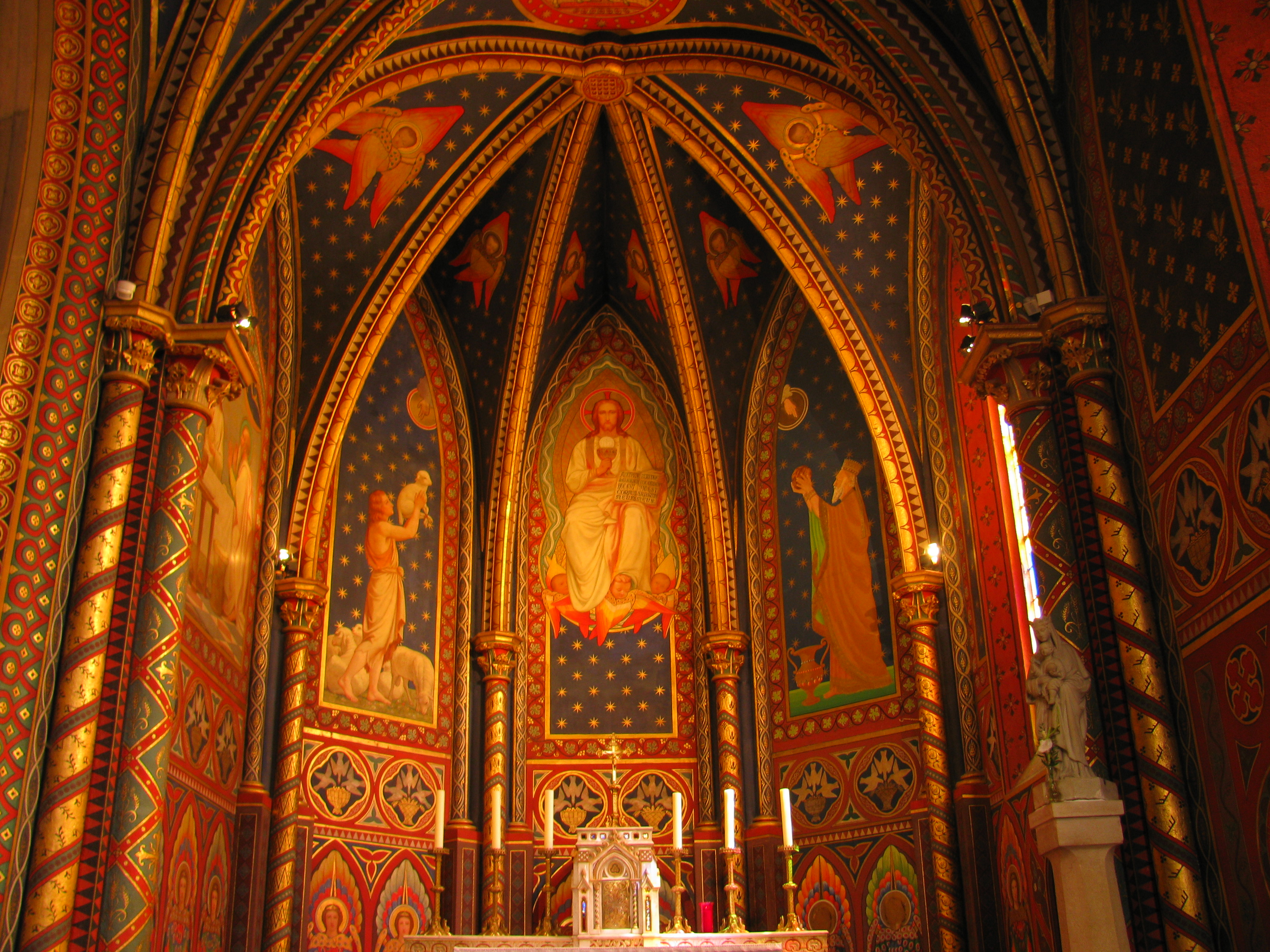
Capella del Santíssim Sagrament.